# 曼克斯-贡德维尔
曼克斯-贡德维尔（法語：Mainxe-Gondeville，法語發音：[mɛ̃ks ɡɔ̃dvil]）是法国夏朗德省的一个市镇，属于干邑区。该市镇于2019年由原市镇曼克斯和贡德维尔合并而成，行政中心位于贡德维尔。

## 地理
曼克斯-贡德维尔（45°36'57.6"N, 0°8'53.9"W）面积15.56 平方千米，位于法国新阿基坦大区夏朗德省，该省份为法国西部内陆省份，北起德塞夫勒省和维埃纳省，东临上维埃纳省，东南至多尔多涅省，南至多爾多涅省，西接滨海夏朗德省。
与曼克斯-贡德维尔接壤的市镇（或旧市镇、城区）包括：雅纳克、夏朗德堡、瑟贡扎克、圣梅姆莱卡里耶尔、特里亚克-洛特赖。
曼克斯-贡德维尔的时区为UTC+01:00、UTC+02:00（夏令时）。

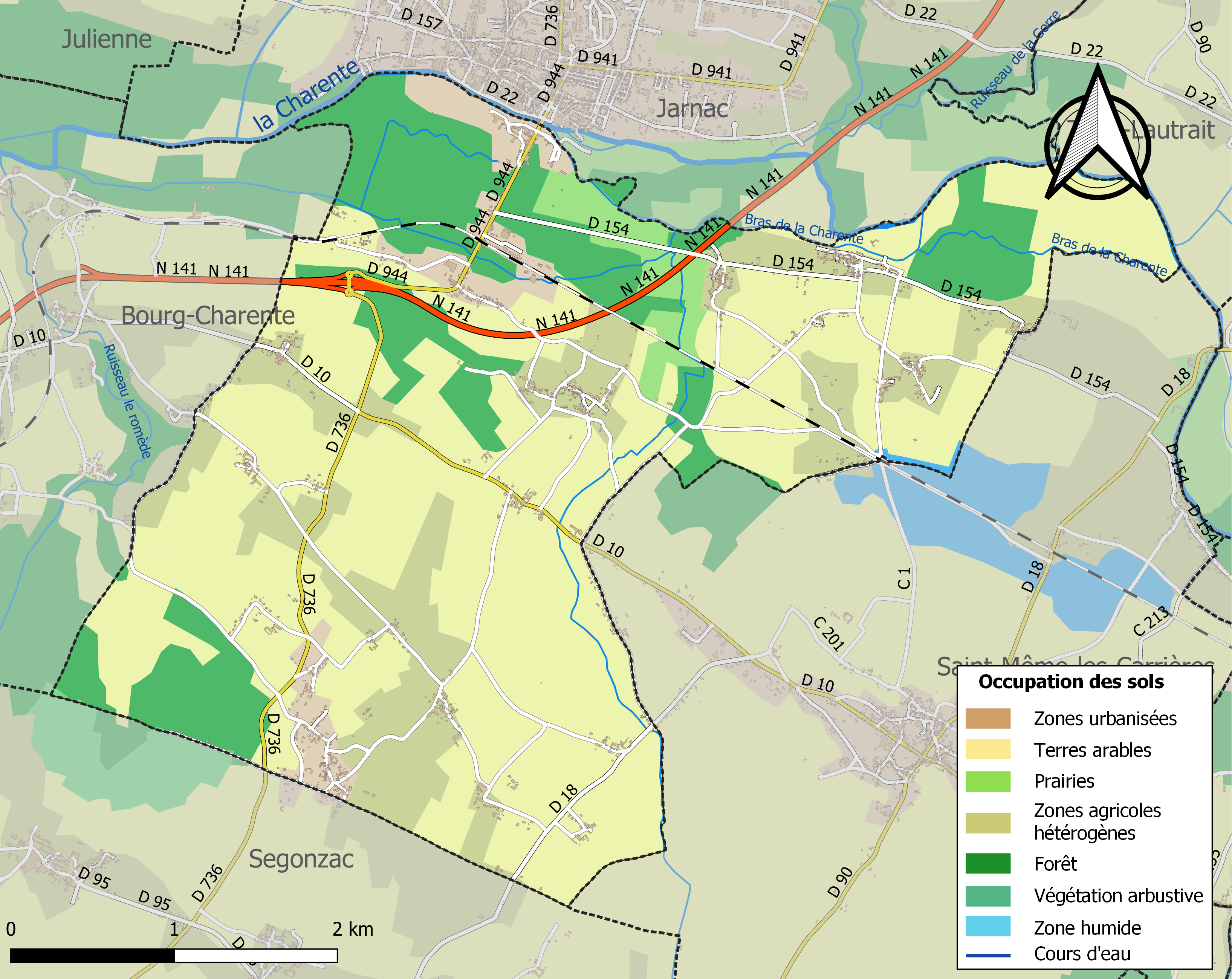
曼克斯-贡德维尔的OSM定位图

## 行政
曼克斯-贡德维尔的邮政编码为16200，INSEE市镇编码为16153。

## 政治
曼克斯-贡德维尔所属的省级选区为雅纳克县。

## 人口
曼克斯-贡德维尔于2022年1月1日时的人口数量为1184人。